# Hydroglyphus gujaratensis
Hydroglyphus gujaratensis är en skalbaggsart som först beskrevs av Vazirani 1973.  Hydroglyphus gujaratensis ingår i släktet Hydroglyphus och familjen dykare. Inga underarter finns listade i Catalogue of Life.